# Jacketkrone

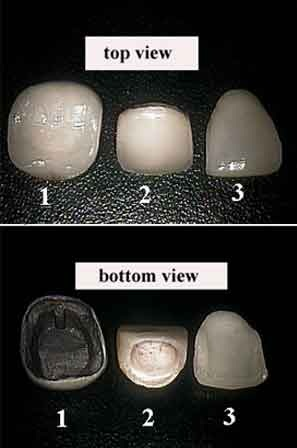

Unter einer Jacketkrone (englisch jacket crown, englisch jacket „Mantel“, auch porcelain jacket crown) versteht man in der Zahnmedizin eine Zahnkrone aus Vollkeramik.
Wegen ihrer kosmetischen Natürlichkeit bei der Wiederherstellung eines zerstörten Zahnes und der hohen Bioverträglichkeit wird sie als „Krone der Krone“ bezeichnet. Im Jahre 1889 meldete der US-amerikanische Zahnarzt Charles Henry Land das Patent für die erste Vollkeramikkrone an. Die Präparation und labortechnische Herstellung ist sehr aufwändig. Mitte der 1960er Jahre erlebte die Jacketkrone unter John W. McLean eine Renaissance. Er entwickelte ein mit Aluminiumoxid verstärktes Kernmaterial mit vergleichsweise hohen Festigkeitswerten. Nachteilig war vor allem, dass relativ viel Zahnsubstanz weggeschliffen werden musste, damit die Jacketkrone eine ausreichende Materialstärke besaß, um die Bruchanfälligkeit zu verringern. Dadurch wurden aber oft die Zähne devitalisiert. In neuerer Zeit werden Vollkeramikkronen aus synthetischem Zirkon hergestellt.

## Logan-Krone
Eine Porzellanhülsenkrone mit einem Metallkern, in dem ein Platinstift eingebettet ist, wurde nach ihrem Erfinder, dem US-amerikanischen Marshall Logan (Pennsylvania, 1844–1885), als Logan-Krone (Logan crown) bezeichnet. Die Stiftkrone wird mit dem Stift im aufgebohrten Wurzelkanal eines devitalen Zahnes verankert. Damit wurden die bis dahin gefertigten Wurzelstifte aus Holz ersetzt, die naturgemäß oft brachen.